# Вікна-новини
«Вікна-новини» або просто «Вікна» — українська інформаційна програма на телеканалі «СТБ», а також сучасне онлайн-медіа vikna.tv. В етері програма транслюється з 1995 року. А з початком повномасштабного російського вторгнення Вікна-новини виходять у складі телемарафону «Єдині новини». 
Головний редактор програми — Володимир Павлюк. 
Офіційний сайт «Вікна-новини» працює з 2021 року. Спершу його очолювала Валерія Маліцька, з 2024 року головною редакторкою стала Марія Бєляєва. На тлі повномасштабної війни редакція «Вікон» оперативно висвітлює події в Україні та світі на всіх майданчиках: телеефір, сайт Вікон, Youtube-канал, Facebook, Instagram та Telegram проєкту. 

## Історія програми

### 1995—1997
Створення перших незалежних новин під назвою «Вікна».

### 1998—2004
З'являються до десяти різних споріднених проєктів: «Вікна. Кримінал», «Вікна. Спорт», «Вікна. Бізнес» і «Вікна. Столиця».

### 2005—2011
«Вікна» відверто акцентують на недоліках влади й вирізняються нестандартним поданням. Три роки поспіль новини на «СТБ» визнають найкращою в країні інформаційною програмою, а кореспонденти тричі удостоюються телевізійної премії «Телетріумф».

### 2012—2022

«Вікна-новини», Випуск 100 (12 травня 2014).

У програмі виходять гучні й соціально значущі спецпроєкти, які навчають людей відповідальності за себе, близьких та країну. 2018 року телеканал «СТБ» відкриває власну Алею зірок, на якій почесне місце зайняли зірки й ведучих Вікон.

### 2022-н.ч
З початку повномасштабного вторгнення російської федерації в Україну випуски новин виходять у Єдиних новинах.

## Ведучі програми Вікна-новини
«Вікна» дали старт багатьом відомим сьогодні тележурналістам, репортерам і ведучим. Олена Фроляк, Ірина Ванникова, Андрій Куликов, Ольга Червакова, Роман Скрипін, Віталій Портников, Микола Вересень, Сергій Попов та інші — всі вони у різні роки починали свій професійний шлях у команді СТБ.
Сьогодні програму ведуть Тетяна Висоцька, Ольга Кучер, Яна Брензей, Орест Дрималовський та Володимир Павлюк.

#### Володимир Павлюк
Головний редактор і ведучий програми «Вікна-новини». Володимир понад 20 років працює у телевізійних новинах. Свою кар'єру розпочав у 1999 році кореспондентом програми «Репортер» на «Новому каналі». У 2006 році був ведучим щотижневої підсумкової програми «Подробиці тижня» на «Інтері», а вже за рік — головним редактором «Репортера» на «Новому каналі». У 2011 році доєднався до команди інформаційного департаменту «СТБ», яку дуже швидко очолив.

#### Тетяна Висоцька
Тетяна народилася 29 вересня 1977 року в Асканії-Нова на Херсонщині, де навчалася в школі та університеті. Працює на телебаченні з 15 років — була ведучою молодіжно-музичної програми та регіональних новин. З 1998 року після тренінгу «Інтерньюз» майже з перших етерів стала журналісткою «Нового каналу», а згодом за сумісництвом працювала в новинах та вела медичний проєкт у прямому етері.

#### Ольга Кучер
У 2007 році Ольга закінчила Київський національний економічний університет імені Вадима Гетьмана, факультет управління персоналом. Попри профіль освіти, зайнялася журналістикою. Починала журналістом на телебаченні у Броварах, на Київщині, звідки сама родом. Потім працювала на «Телеканалі новин 24» і на «Новому каналі». З 1 січня 2014 року Ольга почала працювати у «Вікнах».

#### Яна Брензей
Ведуча і журналістка програми. Народилася 2 квітня 1992 року в Запоріжжі; там же здобула вищу освіту: закінчила факультет журналістики Запорізького національного університету з дипломом з відзнакою. На 4 курсі університету поїхала на практику до Києва, в інформаційне агентство «УНІАН». Після двох тижнів роботи їй запропонували залишитися. Два роки Яна була кореспонденткою економічного департаменту. Після перших проб у розважальних телешоу 2016 року прийшла у «Вікна-новини». У редакції Яна «виросла» від кореспондента-початківця до спеціального репортера, а потім ведучої.

#### Орест Дрималовський
Ведучий і журналіст програми. Орест Дрималовський у журналістиці з 2015 року. Вчився у Львівському національному університеті імені Івана Франка, працював у кількох львівських інтернет-виданнях. У 2019 році був кореспондентом новин львівського телеканалу «Перший Західний». Згодом ― ведучим програми «Очі» на цьому ж телеканалі. Влітку 2020 року Орест переїхав до Києва і став кореспондентом на «СТБ».
У лютому 2024 Орест Дрималовський мобілізувався до Сил оборони. 

## Досягнення та нагороди
2006 року колектив програми «Вікна-Новини» одержав чергове визнання свого професіоналізму — нагороду «Золоте Перо» Всеукраїнського щорічного конкурсу засобів масової інформації.
2007 року програма «Вікна-новини» телеканалу СТБ стала володарем титулу «Фаворит телепреси». 2008 року премію «Фаворит телепреси» отримала програма «За Вікнами», у 2009 — шоу «Україна має талант».
У 2007, 2009, 2010 і 2011 роках «Вікна-Новини» стали переможцями премії «Телетріумф» як найкраща новинна програма на українському телебаченні. У 2009, 2010 і 2011 роках як найкращі репортери «Телетріумф» отримали також журналісти «Вікон» Наталя Соколенко, Сергій Андрушко та Ольга Червакова.

## Сайт Вікна-новини
Оновлений сайт vikna.tv запрацював восени 2021 року, а найактивніше включився в інформування українців з початком повномасштабної війни. 
Журналісти «Вікна-новини» створюють авторські матеріали із залученням експертів, а також ведуть інформаційну стрічку подій в Україні та світі. 
У доробку команди — співпраця та проєкти з МКЧХ, UNICEF, фондом Veteranka, за сприяння Міністерства освіти та науки України, Юрфем та багато інших. 

## Нагороди журналістів сайту Вікна-новини
Дотримання високих професійних стандартів принесло сайту кілька важливих нагород й відзнак. 
1. Вікторія Мельник, журналістка – шорт-лист конкурсу «Честь професії-2025», спецномінація «Найкращий матеріал на тему дотримання професійних стандартів та журналістської етики під час війни»[8].
2. Даніела Долотова, випускова редакторка – «Myth Detector Lab-2024», Georgia, 1 місце з проєктом про українських військовополонених.
3. Ірина Танасійчук, журналістка – конкурс «Співпростір: країна, дружня до тварин», 1 місце.